# 광주지방기상청
광주지방기상청(光州地方氣象廳, Gwangju Regional Office of Meteorology)은 광주광역시와 전라남도의 기상에 관한 사무를 관장하는 대한민국 기상청의 소속기관이다. 1992년 3월 13일 발족하였으며, 광주광역시 북구 서암대로 71에 위치하고 있다. 청장은 고위공무원단 나등급에 속하는 일반직공무원으로 보한다.

## 직무
- 관할지역 기상예보의 종합·조정 및 예보자료의 수집·분석
- 관할지역 예보[2]·특보[3]의 생산·통보 및 사후 분석
- 소속기관 예보자료의 생산·지원
- 지역예보기술의 연구개발
- 기상에 관한 상담업무
- 관할지역 기상관측 및 기후정보업무의 지도
- 지역기상관측업무 및 위탁관측업무의 관리
- 지역기상자료의 수집·분배 및 기후자료의 통계
- 지역 기상산업진흥에 관한 사항
- 기상자료의 증명·제공 및 보급
- 기상관측[4]·예보·전산·통신장비의 검정·운영 및 유지·관리
- 지방종합기상정보망의 관리·운영
- 국지기상자료의 전산처리 및 전산기법의 개발
- 기후정보의 생산·보급 및 기상지식의 보급
- 보안·문서관리·인사·예산회계 및 물품·국유재산관리에 관한 사항
- 소속기관에 대한 업무의 지휘·감독

## 연혁
- 1949년 12월 16일: 국립중앙관상대 소속으로 전주·군산·목포·광주·여수측후소 설치.[5]
- 1963년 2월 12일: 중앙관상대 소속으로 변경.[6]
- 1964년 5월 27일: 군산측후소 폐지.[7]
- 1967년 8월 28일: 중앙관상대 소속으로 군산측후소 및 이리농업기상관측소 설치.[8]
- 1968년 12월 19일: 이리농업기상관측소 소속으로 남원·임실·정읍·부안·진안출장소 설치.
- 1970년 7월 18일: 광주측후소를 광주지대로 승격시키고 전주·목포·군산·여수측후소를 소속기관으로 편입. 광주지대 소속으로 광주·순천·나주·영광·고흥·해남·완도·구례·장성·함평·장흥·승주·영암분실 설치. 이리농업기상관측소 및 남원·임실·정읍·부안·진안출장소를 전주측후소 소속 이리·남원·임실·정읍·부안·진안분실로 개편.[9]
- 1978년 4월 15일: 진안·나주·영광·구례·장성·영암분실 폐지.[10]
- 1982년 1월 1일: 광주지대를 중앙기상대 소속 광주지방기상대로 개편.[11]
- 1982년 4월 6일: 완도분실을 완도측후소로 승격.[12]
- 1985년 7월 2일: 함평·고흥·해남분실을 각각 목포·여수·완도측후소로 이관. 광주분실 폐지. 이리·남원·임실·정읍·부안·순천·고흥·해남·함평·장흥·승주분실을 이리·남원·임실·정읍·부안·순천·고흥·해남·함평·장흥·승주기상관측소로 개편.[13]
- 1987년 1월 1일: 정읍기상관측소를 정주기상관측소로 개편.[14]
- 1987년 12월 15일: 전주측후소 소속으로 장수기상관측소 설치. 부안기상관측소를 군산측후소 소속으로 이관. 이리기상관측소 폐지.[15]
- 1990년 12월 27일: 기상청 소속으로 변경.[16]
- 1992년 3월 13일: 광주지방기상대를 광주지방기상청으로 개편. 소속기관으로 무안측후소 및 군산기상레이더관측소 설치. 승주·장흥기상관측소를 각각 여수·완도측후소 소속으로 이관. 함평기상관측소 폐지. 전주·군산·목포·무안·여수·완도측후소를 전주·군산·목포·무안·여수·완도기상대로 개편.[17]
- 1995년 2월 24일: 정주·승주기상관측소를 각각 정읍·순천기상관측소로 개편.[18]
- 1995년 12월 29일: 소속기관으로 흑산도기상대 설치.[19]
- 2000년 7월 27일: 군산기상대 및 군산기상레이더관측소를 군산레이더기상대로 통합. 무안기상대 폐지.[20]
- 2001년 12월 6일: 소속기관으로 진도레이더기상대 설치.[21]
- 2002년 6월 1일: 군산·진도레이더기상대를 군산·진도기상대로 개편.[22]
- 2004년 2월 17일: 소속기관으로 오성산기상레이더관측소 설치.[23]
- 2008년 10월 22일: 소속기관으로 고창기상대 설치. 순천기상관측소 및 오성산기상레이더관측소를 순천·오성산기상대로, 전주기상대 소속 남원·정읍기상관측소를 남원·정읍기상대로 개편. 임실·장수·부안·고흥·해남·장흥기상관측소 폐지.[24]
- 2010년 4월 13일: 오성산기상관측소 폐지.[25]
- 2015년 6월 9일: 전주기상대를 전주기상지청으로 개편. 남원·정읍·군산·고창·여수·순천·완도·진도·흑산도기상대 폐지.[26]

## 역대 기관장

### 광주측후소장
| 대수 | 이름   | 직급     | 임기                               | 비고 |
| ---- | ------ | -------- | ---------------------------------- | ---- |
| 초대 | 이규홍 | 기상기정 | 1946년 4월 15일 ~ 1951년 7월 24일  |      |
| 2대  | 정홍준 | 기상기정 | 1951년 7월 25일 ~ 1953년 10월 28일 |      |
| 3대  | 조영철 | 기상기정 | 1953년 10월 29일 ~ 1962년 9월 4일  |      |
| 4대  | 김성윤 | 기상기정 | 1962년 9월 5일 ~ 1965년 3월 31일   |      |
| 5대  | 문상병 | 기상기정 | 1965년 4월 1일 ~ 1970년 8월 3일    |      |

### 광주지대장
| 대수 | 이름   | 직급       | 임기                              | 비고 |
| ---- | ------ | ---------- | --------------------------------- | ---- |
| 초대 | 김광식 | 물리부기감 | 1970년 8월 4일 ~ 1971년 9월 24일  |      |
| 2대  | 서상문 | 물리기감   | 1971년 9월 25일 ~ 1973년 3월 4일  |      |
| 3대  | 김진면 | 물리기감   | 1973년 3월 5일 ~ 1975년 3월 17일  |      |
| 4대  | 서상문 | 물리기감   | 1975년 3월 18일 ~ 1978년 5월 14일 |      |
| 5대  | 박남규 | 물리부기감 | 1978년 5월 15일 ~ 1978년 7월 14일 |      |
| 6대  | 김진면 | 물리기감   | 1978년 7월 15일 ~ 1980년 8월 28일 |      |

### 광주지방기상대장
| 대수 | 이름   | 직급       | 임기                              | 비고 |
| ---- | ------ | ---------- | --------------------------------- | ---- |
| 초대 | 안명복 | 물리기감   | 1980년 8월 29일 ~ 1982년 1월 19일 |      |
| 2대  | 박용대 | 물리부기감 | 1982년 1월 20일 ~ 1983년 7월 21일 |      |
| 3대  | 박태경 | 물리부기감 | 1983년 7월 22일 ~ 1988년 5월 15일 |      |
| 4대  | 성학중 | 물리부기감 | 1988년 8월 18일 ~ 1989년 6월 30일 |      |
| 5대  | 박정환 | 물리부기감 | 1989년 7월 11일 ~ 1992년 3월 12일 |      |

### 광주지방기상청장
| 대수 | 이름   | 직급             | 임기                               | 비고     |
| ---- | ------ | ---------------- | ---------------------------------- | -------- |
| 초대 | 박정환 | 물리부이사관     | 1992년 3월 13일 - 1993년 9월 30일  |          |
| 2대  | 양원용 | 물리부이사관     | 1993년 10월 1일 ~ 1995년 2월 13일  |          |
| 3대  | 한상국 | 물리부이사관     | 1995년 2월 25일 ~ 1996년 4월 7일   |          |
| 4대  | 손창흠 | 물리부이사관     | 1996년 4월 8일 ~ 1997년 9월 4일    |          |
| 5대  | 김문일 | 물리이사관       | 1997년 9월 5일 ~ 1998년 12월 30일  |          |
| 6대  | 오완탁 | 물리부이사관     | 1998년 12월 31일 ~ 2000년 1월 6일  |          |
| 7대  | 김상조 | 물리부이사관     | 2000년 1월 7일 ~ 2000년 7월 30일   |          |
| 8대  | 이천우 | 물리부이사관     | 2000년 7월 31일 ~ 2001년 10월 19일 |          |
| 9대  | 홍사선 | 물리이사관       | 2001년 10월 20일 ~ 2004년 7월 15일 |          |
| 10대 | 이성재 | 물리부이사관     | 2004년 8월 1일 ~ 2005년 10월 3일   |          |
| 11대 | 김문옥 | 물리부이사관     | 2005년 10월 4일 ~ 2006년 6월 25일  |          |
| 12대 | 정연앙 | 일반고위직공무원 | 2006년 6월 26일 ~ 2007년 4월 5일   |          |
| 13대 | 진기범 | 일반고위직공무원 | 2007년 4월 6일 ~ 2009년 3월 10일   |          |
| 14대 | 김병선 | 일반고위직공무원 | 2009년 3월 11일 ~ 2009년 10월 25일 |          |
| 15대 | 조영순 | 일반고위직공무원 | 2009년 11월 30일 ~ 2010년 7월 1일  |          |
| 16대 | 최치영 | 일반고위직공무원 | 2010년 7월 12일 ~ 2011년 5월 31일  |          |
| 17대 | 김명수 | 일반고위직공무원 | 2011년 6월 7일 ~ 2012년 2월 23일   |          |
| 18대 | 양일규 | 일반고위직공무원 | 2012년 4월 9일 ~ 2016년 3월 13일   |          |
| 19대 | 권혁신 | 일반고위직공무원 | 2016년 5월 2일 ~ 2018년 2월 28일   |          |
| 20대 | 전준모 | 일반고위직공무원 | 2018년 5월 1일 ~ 2018년 12월 31일  |          |
| 21대 | 김세원 | 일반고위직공무원 | 2019년 1월 1일 ~ 2019년 12월 30일  |          |
| 22대 | 이미선 | 일반고위직공무원 | 2019년 12월 31일 ~ 2021년 1월 10일 |          |
| 23대 | 김금란 | 일반고위직공무원 | 2021년 1월 11일 ~ 2023년 1월 15일  |          |
| -    | 주형돈 | 기술서기관       | 2023년 1월 16일 ~ 2023년 2월 5일   | 직무대리 |
| 24대 | 서장원 | 일반고위직공무원 | 2023년 2월 6일 ~                   |          |

## 관할구역
- 광주광역시
- 전라남도

## 조직

### 청장
- 기획운영과[27]
- 예보과[28]
- 관측과[28]
- 기후서비스과[28]

### 소속기관
- 기상지청[28]
  - 전주기상지청
- 기상대[27]
  - 목포기상대